# Huracán Hiki
El huracán Hiki fue el tercer ciclón tropical más húmedo registrado en los Estados Unidos, detrás del huracán Lane en 2018 y el huracán Harvey en 2017. También se consideró el primer huracán oficial en las cercanías de las islas hawaianas. Hiki, el cuarto ciclón tropical de la temporada de huracanes del Pacífico de 1950, se formó como depresión tropical al sureste de Hawái el 12 de agosto. Al día siguiente, la depresión se dirigió hacia el noroeste y se intensificó hasta convertirse en la tormenta tropical Hiki. Mientras navegaba en paralelo a las islas hawaianas el 16 de agosto, Hiki se fortaleció hasta convertirse en huracán. Alrededor de esa fecha, la tormenta alcanzó su punto máximo con vientos máximos sostenidos de 140 km/h (85 mph). Al día siguiente, Hiki viró hacia el suroeste el 17 de agosto. Dos días después, el huracán reanudó su movimiento hacia el noroeste y se debilitó a tormenta tropical poco después. Alrededor del mediodía del 21 de agosto, Hiki se debilitó a depresión tropical y se disipó unas seis horas después. El huracán también fue seguido por el Servicio Meteorológico Aéreo, con sede en Guam, que le asignó el nombre "Salomé" de las listas de nombres de tifones del Pacífico.
Aunque Hiki era un pequeño ciclón tropical y no pasó por Hawái, se observaron fuertes lluvias y vientos en todas las islas. En la estación de guardabosques Kanalohuluhulu en Kauai, se observaron 1,300 mm (52 pulgadas) de precipitación, la mayor cantidad registrada en Estados Unidos asociada a un ciclón tropical, hasta que fue superada por el huracán Harvey en 2017, que arrojó un máximo de 1539 mm (60,58 pulgadas) en Texas. El río Waimea se desbordó, obligando a más de 200 residentes a huir de sus hogares. Muchas calles y cientos de acres de cañaverales se inundaron. Se reportaron daños por aproximadamente $200,000 (1950 USD) debido a las inundaciones en la ciudad de Waimea. En Kekaha, la central eléctrica sufrió graves daños. En las islas, los vientos arrancaron los techos de varias casas y derribaron cables eléctricos; una persona falleció después de que entrara en contacto con un cable con corriente.

## Historia meteorológica
Según informes de barcos durante el verano, la Zona de Convergencia Intertropical estaba más al norte de lo habitual, lo que creó condiciones favorables para la ciclogénesis tropical. Según los mapas meteorológicos del Aeropuerto Internacional de Honolulú, una depresión tropical se desarrolló a las 00:00 del UTC del 12 de agosto, mientras se encontraba a unos 760 millas (1223,1 km) al sureste de la Isla Grande de Hawái. Posteriormente, la tormenta se intensificó gradualmente, convirtiéndose en tormenta tropical a las 06:00 UTC del 13 de agosto. Recibió el nombre de "Hiki", que en hawaiano significa "capaz". Aunque se encontraba al este de Hilo, Hawái, el sistema fue descrito como una "tormenta inmadura" y tenía un diámetro muy pequeño. Poco después, un avión de reconocimiento sobrevoló Hiki y estimó vientos sostenidos de entre 80 y 100 km/h (50 y 60 mph). La intensificación continuó y el sistema se convirtió en huracán el 16 de agosto. Al alcanzar la intensidad de huracán el 16 de agosto, Hiki alcanzó simultáneamente su velocidad máxima de viento sostenida de 85 mph (140 km/h). A pesar de esto, la tormenta se mantuvo pequeña, con vientos huracanados que se extendían a menos de 150 mi (241,4 km) del centro. Hiki se mantuvo entre 160 y 320 km (100 y 200 mi) de la costa, mientras navegaba en paralelo a varias islas hawaianas, incluyendo Hawái, Maui, Molokai, Oahu y Kauai.
A medida que se intensificaba una diente de alta presión, el movimiento hacia el noroeste de Hiki se bloqueó, lo que provocó que la tormenta virara brevemente hacia el oeste el 17 de agosto. La dorsal de alta presión finalmente provocó que el huracán volviera a desviarse hacia el suroeste. El 18 de agosto, un avión de reconocimiento observó vientos sostenidos de 150 km/h (90 mph) al sur del centro; también se observó una presión barométrica mínima de 982 mbar (hPa). Tras el vuelo del avión de reconocimiento hacia la tormenta el 18 de agosto, se alertó a los residentes de Kauai y Oahu de un posible ciclo ciclónico. Sin embargo, más tarde ese día, la cresta de alta presión se debilitó, causando que Hiki girara hacia el oeste y pasara al sur de French Frigate Shoals y Midway Island. A finales del 19 de agosto, Hiki se debilitó a tormenta tropical y luego retomó su rumbo hacia el noroeste. Para el 21 de agosto, Hiki se debilitó aún más a depresión tropical y se disipó seis horas después.

## Preparativos e impactos
Hiki fue uno de los ciclones tropicales más fuertes que se acercó a las islas hawaianas en al menos 45 años y oficialmente el primer huracán en la región. Al acercarse Hiki, se alertó a una estación de la Guardia Costera de Estados Unidos con 14 personas en French Frigate Shoals. Además, se recomendó precaución a los barcos en la zona. Hiki provocó fuertes olas en algunas islas hawaianas. Hawái permaneció en el semicírculo sur de Hiki, lo que provocó daños por vientos leves. Los vientos más fuertes registrados en Hiki se registraron en el faro de Kilauea en Kauai, donde se observaron ráfagas de hasta 68 mph (109,4 km/h). Las islas de Niihau y Lanai también experimentaron vientos con fuerza de tormenta tropical, que alcanzaron los 77 y 80 km/h (48 y 50 mph), respectivamente. Como resultado, varias casas en las islas hawaianas perdieron el techo. Además, un agricultor en Kohala, Hawái, murió tras tocar un cable con corriente que fue derribado por los fuertes vientos.
Hiki fue el ciclón tropical más húmedo en la historia de Estados Unidos, con precipitaciones de más de 52 plg (1320,8 mm) en la estación de guardabosques de Kanalohuluhulu en Kauai entre el 14 y el 18 de agosto. El pluviómetro tenía capacidad para 24 pulgadas (609,6 mm) de lluvia y se vació el 15 de agosto. Sin embargo, menos de 24 horas después, el mismo pluviómetro estaba desbordado. También se registraron fuertes precipitaciones en otros lugares de la isla, incluyendo 13 pulgadas (330,2 mm) en el Monte Waialeale. Existen pocos informes sobre los totales de lluvia en otras islas hawaianas; la única otra isla que registró precipitaciones fue Maui, con una precipitación que alcanzó 11,9 pulgadas (302,3 mm) el 15 de agosto. Este fue el récord más alto en 24 horas para esa isla en el mes de agosto. En Kauai, el río Waimea sufrió una de las peores inundaciones de su historia, lo que obligó a evacuar a más de 200 residentes del valle de Waimea. El río también creció cerca de la desembocadura de su afluente, el río Makaweli, inundando la ciudad de Waimea y causando daños por valor de unos 200.000 dólares. Las calles de la isla y cientos de hectáreas de caña de azúcar se inundaron. Además, se reportaron graves daños en la central eléctrica de Kekaha.